# (81915) Hartwick
(81915) Hartwick est un astéroïde de la ceinture principale.

## Description
(81915) Hartwick est un astéroïde de la ceinture principale. Il fut découvert le 15 juillet 2000 à l'observatoire astrophysique du Dominion par David D. Balam. Il présente une orbite caractérisée par un demi-grand axe de 3,22 UA, une excentricité de 0,04 et une inclinaison de 9,7° par rapport à l'écliptique.

## Compléments